# Erin Jackson
Erin Jackson (* 19. September 1992 in Ocala, Florida) ist eine US-amerikanische Inline-Speedskaterin und Eisschnellläuferin. Sie gewann mehrere WM-Medaillen im Inline-Skating und wechselte 2017 zum Eisschnelllauf. Dort feierte sie im November 2021 ihre ersten Weltcupsiege im Sprint über 500 Meter und wurde bei den Winterspielen 2022 auf dieser Strecke Olympiasiegerin.

## Sportlicher Werdegang
Jackson wuchs in Ocala, Florida, auf und begann früh mit dem Rollschuhlaufen. Als Kind war sie zunächst im Rollkunstlauf aktiv, ehe sie Anfang der 2000er-Jahre von Renee Hildebrand für das Inline-Speedskating entdeckt wurde. Hildebrand, die Jackson in den folgenden Jahren betreute, war auch für das Training von Joey Mantia und Brittany Bowe verantwortlich, die wie Jackson aus Ocala stammten und im Laufe ihrer Karriere erfolgreich vom Inline-Speedskating zum Eisschnelllauf wechselten.
2008 gewann Jackson ihre ersten Medaillen bei Inline-Junioren-Weltmeisterschaften und wurde im gleichen Jahr in das US-Inline-Nationalteam aufgenommen, dem sie mit einer zweijährigen Unterbrechung bis 2014 angehörte. 2009 errang sie im 500-Meter-Sprint den Titel der Juniorenweltmeisterin. In den folgenden Jahren holte sie mehrere Silber- und Bronzemedaillen bei Weltmeisterschaften im Erwachsenenbereich. Bei der WM 2014 schloss sie das 1000-Meter-Rennen als Schnellste ab, wurde aber nach dem Wettkampf wegen der Behinderung einer Konkurrentin disqualifiziert. Hinter der Kolumbianerin Hellen Montoya gewann sie 2015 Silber über 500 Meter bei den Panamerikanischen Spielen in Toronto. Das United States Olympic Committee zeichnete Jackson dreimal (2012, 2013 und 2015) als Rollsportlerin des Jahres aus. Neben ihren Erfolgen im Inline-Speedskating trat sie ab 2012 für die Jacksonville RollerGirls im Roller Derby an.
Im Winter 2016/17 stand Jackson erstmals auf Schlittschuhen und trainierte ab Februar 2017 Eisschnelllauf auf dem Utah Olympic Oval in Salt Lake City. Sie intensivierte ihr Eistraining in der folgenden Saison und qualifizierte sich bei den nationalen Ausscheidungswettkämpfen im Januar 2018 als drittschnellste Sportlerin über 500 Meter mit einer persönlichen Bestzeit von 39,04 Sekunden für die Olympischen Winterspiele in Pyeongchang, wo sie unter 31 Starterinnen den 24. Platz belegte. Jackson war die erste Schwarze Frau, die sich für ein US-amerikanisches Eisschnelllauf-Olympiateam qualifizierte. 2018/19 debütierte sie im Eisschnelllauf-Weltcup, wo sie als bestes Saisonergebnis einen neunten Rang im Dezember 2018 in Heerenveen erzielte. Bei der Einzelstrecken-WM 2020 wurde sie mit einer Zeit von 37,28 Sekunden – sechs Zehntelsekunden hinter der Weltmeisterin Nao Kodaira – Siebte über 500 Meter. Einen Großteil des Winters 2020/21 verpasste sie verletzungsbedingt beziehungsweise in COVID-19-Quarantäne. Im März 2021 errang sie den US-Meistertitel über 500 Meter vor Kimi Goetz.
Zu Beginn der Weltcupsaison 2021/22 entschied Jackson zwei 500-Meter-Rennen in Tomaszów Mazowiecki für sich, jeweils mit etwa einer Zehntelsekunde Vorsprung auf Nao Kodaira beziehungsweise Angelina Golikowa. Nach zwei weiteren Weltcupsiegen führte sie die 500-Meter-Weltcupwertung an. Bei den US-Olympia-Qualifikationsrennen im Januar 2022 strauchelte sie und belegte auf der Sprintstrecke den – nicht zur Olympiateilnahme berechtigenden – dritten Rang. Die im Ausscheidungswettkampf erstplatzierte Brittany Bowe gab ihren Olympiastartplatz über 500 Meter an Jackson weiter und begründete ihre Entscheidung damit, dass Jackson sich die Teilnahme verdient habe. Bei den Olympischen Winterspielen in Peking gewann Jackson über 500 Meter in 37,04 Sekunden die Goldmedaille vor Miho Takagi.

## Persönliches
Jackson ist die Tochter einer pharmazeutisch-technischen Assistentin und eines Feuerwehrauto-Mechanikers. 2015 schloss sie an der University of Florida ein materialwissenschaftliches Bachelorstudium ab. Für ihr Training mit dem US-Eisschnelllauf-Nationalteam zog sie von Florida nach Salt Lake City.

## Weltcupsiege

### Weltcupsiege im Einzel
| Nr. | Datum             | Ort                 | Disziplin |
| --- | ----------------- | ------------------- | --------- |
| 1.  | 12. November 2021 | Tomaszów Mazowiecki | 500 m     |
| 2.  | 13. November 2021 | Tomaszów Mazowiecki | 500 m     |
| 3.  | 20. November 2021 | Stavanger           | 500 m     |
| 4.  | 3. Dezember 2021  | Salt Lake City      | 500 m     |
| 5.  | 12. März 2022     | Heerenveen          | 500 m     |
| 6.  | 13. März 2022     | Heerenveen          | 500 m     |
| 7.  | 17. Dezember 2023 | Peking              | 500 m     |
| 8.  | 19. Dezember 2023 | Peking              | 500 m     |
| 9.  | 9. Dezember 2023  | Tomaszów Mazowiecki | 500 m     |
| 10. | 27. Januar 2024   | Salt Lake City      | 500 m     |
| 11. | 24. November 2024 | Nagano              | 500 m     |
| 12. | 21. Februar 2025  | Tomaszów Mazowiecki | 500 m     |
| 13. | 23. Februar 2025  | Tomaszów Mazowiecki | 500 m     |

### Weltcupsiege im Team
| Nr. | Datum             | Ort                 | Disziplin    |
| --- | ----------------- | ------------------- | ------------ |
| 1.  | 17. Dezember 2022 | Calgary             | Teamsprint 1 |
| 2.  | 18. Februar 2023  | Tomaszów Mazowiecki | Teamsprint 1 |
| 3.  | 3. Dezember 2023  | Stavanger           | Teamsprint 2 |